# Phalangodinella santaeroseae
Phalangodinella santaeroseae is een hooiwagen uit de familie Zalmoxioidae.